# Marc Fabi Dorsó Licí
Marc Fabi Dorsó Licini (en llatí: Gaius Fabius Dorsuo Licinus) va ser un magistrat romà. Formava part de la gens Fàbia, i era de la família dels Dorsó, d'origen patrici.
Era fill de Gai Fabi Dorsó Licí, que va ser cònsol l'any 273 aC. Va ser elegit cònsol l'any 246 aC, juntament amb Mani Octacili Cras, durant la Primera Guerra Púnica, i els dos cònsols van anar a lluitar contra els cartaginesos a l'illa de Sicília. Sembla que la guerra contra els cartaginesos va tenir mals resultats.